# 關鍵時刻 (東森)
《關鍵時刻》（英語：Crucial Time）為台灣東森新聞台製播的節目，由東森新聞台主持人張炤和主持。這個節目是東森新聞的長青電視節目，節目時間曾多次微調。現今於週一至週五21:55-00:05播出。其也是台灣最早的「情境式新聞」談話節目。
節目的YouTube頻道於2012年7月設立。2018年8月，该频道订阅数达到100万，成為台灣單一節目中，第一個突破百萬訂閱的頻道，2020年3月，訂閱人數突破200萬。

## 主持人
- 第一任：劉寶傑（2007年4月2日－2025年1月17日）
- 第二任：張炤和（2025年1月20日-至今）

## 代班主持人
- 陳瑩：東森新聞台《東森世界日報》主持人。

## 曾任代班主持人
- 黃文華：東森新聞台主播。
- 韓佩穎：《東森假日午安新聞》主播兼任製作人。

## 節目內容
主要討論近期的台灣或國際的新聞時事與各類知識，包含歷史、奇聞、科技、政經、軍事、外星人、灵异事件、鬼故事、太空科學及社會結構等。節目通常為當天預錄播出，當天如遇突發之重大事件則以現場直播的方式播出，或是改播整點新聞。
2018年9月，節目因應2018年九合一大選，轉型以討論政治為主。2019年2月至4月間，曾加入各地美食介紹橋段，並將食物搬進攝影棚。6月19日起，因應《平論無雙》播出，節目內容回歸討論台灣、國際新聞時事與各類知識。8月，節目因應2020年總統大選，微調政治時事為主要討論議題。12月21日推出周末版《2020大選關鍵》，後更名為《2020聚焦關鍵》、《聚焦關鍵》現已停播。
2024年3月30日起，時隔三年東森新聞台開闢全新週末政論節目。於每周六、周日晚間10點《決戰關鍵》，由前東森新聞台記者兼任主播、寰宇新聞台《寰宇一把抓》主持人張炤和擔綱主持。節目主旨為「追根究底．直球對決」，節目主打「全方位爆內幕話題不設限」、「周一到周五關鍵時刻．周六周日決戰關鍵．等您來上線」。

### 節目單元
- 關鍵快報：由《東森夜線新聞》主播，現場播報新聞快訊。

### 節目設置
- 觀眾留言：曾於2012至2013年間，在下方跑馬燈區域顯示觀眾在《關鍵時刻》Facebook粉絲專頁上的即時留言，僅限東森新聞台首播版本。

## 節目開場白
- 劉寶傑（2007年4月2日－2024年7月15日）：新聞萬象，內幕追擊，歡迎收看關鍵時刻，我是劉寶傑。
- 劉寶傑（2024年7月16日－2024年12月13日）：歡迎收看關鍵時刻。
- 張炤和（2025年1月20日-至今）：歡迎收看關鍵時刻，我是張炤和。

## 節目異動
- 2023年3月8日－3月10日 22:25 - 00:00（期間轉播2023年世界棒球經典賽A組賽事，故延後播出）。

## 現在常見節目來賓
- 黃世聰：

財經專家、傳媒工作者、臺灣大學經濟系學士、東華大學大陸研究所碩士。曾任《先探投資周刊》執行副總編輯、《股市總覽》執行副總編輯、《財訊快報》副總編輯。（固定來賓）
- 吳子嘉：

美麗島電子報董事長。（固定來賓）
- 姚惠珍：

資深媒體人、財經專家。(固定:週二、週三、週四)
- 王瑞德：

資深媒體人、曾服役於台灣警備總司令部政治作戰部轄下政戰特遣隊二隊。(固定:週一後半場、週二、週五)
- 黄暐瀚：

資深媒體人，曾任職於東森新聞台。(固定：週三、週五)
- 林廷輝：

戰略專家、台灣國際法學會副秘書長。
- 林裕豐：

資深傳媒工作者，ETtoday新聞雲副主任。
(固定：週一、週二、週四、週五）
- 黃敬平：

國民黨桃園市議員、資深媒體人。

- 陳耀寬：

牛津大學化學博士。
- 傅鶴齡：

科羅拉多州立大學航太科技博士。
- 游淑慧：

國民黨臺北市議員。
- 鍾小平：

國民黨臺北市議員。
- 簡舒培：

民進黨臺北市議員。
- 林延鳳：

民進黨臺北市議員。
- 陳國銘：

《全球防衛雜誌》採訪主任。
- 梁東屏：

資深媒體人、記者。
- 林氏璧：

前台大醫院感染科醫師。
- 呂國禎：

《商業周刊》總主筆。
- 張禹宣：

媒體人、記者。
- 柯昱安：

時事評論員、前柯文哲幕僚。
- 沈伯洋：

民進黨不分區立委。
- 曹興誠：

聯華電子董事長。

## 過去常態來賓
- 馬西屏：

社會新聞記者、資深傳媒工作者、康寧大學副校長。（現於特定話題登場）
- 劉燦榮：

文史工作者。（現於特定話題登場）
- 眭澔平：

世界文化史專家、傳媒工作者。
- 朱學恒：

網路觀察家、翻譯家、作家。
- 陳東豪：

資深媒體人。
- 黃創夏：

資深媒體人。
- 施孝瑋：

軍事專家。（現於特定話題登場）
- 鄭哲聖：

氣象專家。（現於特定話題登場）
- 李奇嶽：

優質旅遊發展協會理事長，香港新亞研究所博士。（現於特定話題登場）
- 黃光芹：

資深媒體人。
- 謝哲青：

倫敦亞非學院考古學與藝術史碩士。
- 楊釗：

東森新聞大陸中心主任。
- 高虹安：

新竹市市長（台灣民眾黨）。
- 李正皓：

時事評論員，前國民黨草協聯盟發起人。前中國國民黨青年團團長。
（因參選立委離開節目，後退選，擔任 三立新聞台新台派上線節目人。）

## 相關節目
- 關鍵探索Discovery

《關鍵探索Discovery》是東森新聞與Discovery共同合作推出的節目，於2017年5月及6月間於網路播出。
- 關鍵51區

《關鍵51區》為東森新聞台推出的週末談話節目，是《關鍵時刻》的姊妹節目。於2012年9月15日至2014年5月25日播出。先後由徐俊相、陳瑩擔任主持人。
- 關鍵夜現場

2018年4月21日至2018年12月15日間，於周六時段推出姊妹節目《關鍵夜現場》，由洪培翔主持。
- 網路版關鍵時刻

因應節目轉型為政論主題，特別開設的特別版，於網路平台YouTube播出。《網路版關鍵時刻》系列共有五個節目輪流製播：《劉燦榮的穿越之旅》、《傅鶴齡的寰宇驚奇》、《馬西屏的兩岸恩仇錄》、《眭澔平的不思議事件簿》及《陳啟鵬的顛覆歷史》。
2017年5月20日，《劉燦榮的穿越之旅》推出第一集，每週一、二中午於網路平台YouTube進行首播，部分內容收費。2019年2月19日，《傅鶴齡的寰宇驚奇》推出第一集。3月5日，《馬西屏的兩岸恩仇錄》推出第一集。3月19日，《眭澔平的不思議事件簿》推出第一集。3月26日，《陳啟鵬的顛覆歷史》推出第一集。
- 聚焦關鍵

《2020聚焦關鍵》曾是東森新聞台推出的周末談話節目，前身是因應2020總統大選推出的特別節目《2020大選關鍵》。於2019年12月21日第一次播出，2020年1月18日更名至今。陳瑩、韓佩穎曾擔任主持人，由黃文華主持。代班主持人為韓佩穎。2021年1月9日起，節目名稱改為《聚焦關鍵》，2021年2月6日播出最後一集。
- 決戰關鍵

《決戰關鍵》2024年3月31日開播，由張炤和主持。

## 模仿者
- 郭子乾（飾演劉保潔）

## 外部連結
- 關鍵時刻 （页面存档备份，存于）
- 關鍵時刻的Facebook專頁
- YouTube上的關鍵時刻頻道

| 臺灣 東森新聞台 星期一至五 21:55 - 00:08             | 臺灣 東森新聞台 星期一至五 21:55 - 00:08 | 臺灣 東森新聞台 星期一至五 21:55 - 00:08 |
| ---------------------------------------------------- | ---------------------------------------- | ---------------------------------------- |
|                                                      | 關鍵時刻 （2007年4月2日 - 至今）         |                                          |
| 平論無雙                                             | 東森晚間新聞                             |                                          |
| 臺灣 東森美洲新聞台 星期一至五 06:00 - 08:00（美西） |                                          |                                          |
| —                                                    | 關鍵時刻 （2007年4月2日 - 至今）         | —                                        |
| 臺灣 東森亞洲新聞台 星期一至五 21:55-23:59           |                                          |                                          |
| —                                                    | 關鍵時刻 （2007年4月2日 - 至今）         | —                                        |
| 臺灣 東森財經新聞台 星期二至六 14:00-16:00           |                                          |                                          |
| —                                                    | 關鍵時刻 （2018年12月31日 - 待查）       | —                                        |
| 臺灣 寰宇HD綜合台 星期一至五 23:00-01:00             |                                          |                                          |
| —                                                    | 關鍵時刻 （2020年4月1日-2020年12月7日）  | —                                        |
| 臺灣 ETtoday綜合台 星期二至六 00:00-02:00            |                                          |                                          |
| —                                                    | 關鍵時刻 （未知-2021年8月14日）          | —                                        |